# Marlon Roos Trujillo
Marlon Roos Trujillo (* 16. August 2003 in Frankfurt am Main) ist ein deutscher Fußballspieler. Der ehemalige deutsche Nachwuchsnationalspieler spielte von 2013 bis 2023 für Nachwuchsteams des 1. FSV Mainz 05. Seit 2023 steht er beim kroatischen Zweitligisten HNK Vukovar 1991  unter Vertrag.

## Karriere

### Verein
Marlon Roos Trujillo, der kolumbianische Wurzeln hat, spielte zunächst für Eintracht Frankfurt und trat 2013 dem Nachwuchsleistungszentrum des 1. FSV Mainz 05 bei. Er stieg 2018 zur B-Jugend (U17) auf. In der Saison 2018/19 der B-Junioren-Bundesliga Süd/Südwest kam er in 25 Spielen zum Einsatz und schoss dabei vier Tore; die Mainzer beendeten die Saison als Tabellenvierte. Der Offensivspieler war Mannschaftskapitän der Mainzer U17. Für die Mainzer U19 spielte er in der Saison 2020/21 dreimal und debütierte Anfang Juni 2021 am vorletzten Spieltag der Regionalligasaison schließlich in der zweiten Mannschaft der Mainzer. Auch am ersten Spieltag der folgenden Saison kam er noch einmal als Einwechselspieler in der Mainzer Reserve zum Einsatz und wurde dann weiter in der U-19 eingesetzt. Zur Saison 2022/23 rückte er fest in den Kader der Regionalligamannschaft auf und spielte in  neun Ligaspielen. Nach Saisonende verließ er den Verein.
Im Juni 2023 schloss er sich dem HNK Vukovar 1991 in der 2. kroatischen Liga an.

### Nationalmannschaft
Der ehemalige Spieler der U14-Auswahl des SWFV kam zu sechs Einsätzen für die deutsche U16-Nationalmannschaft. Von September bis November 2019 lief er sechsmal er für die deutsche U17 auf.